# Jourdanton
Jourdanton är en stad i den amerikanska delstaten Texas med en yta av 9 km² och en folkmängd som uppgår till 3 732 invånare (2000). Jourdanton är administrativ huvudort i Atascosa County.
Jourdanton fick sitt namn efter en av stadens grundare, Jourdan Campbell. I september 1909 grundade han staden tillsammans med T.H. Zanderson.